# Гильдебранд, Луи
Ллойд Огастин Байден Гильдебранд (англ. Lloyd Augustin Biden Hildebrand) или Луи Гильдебранд (фр. Louis Hildebrand) — британский велогонщик, выступавший за Францию, серебряный призёр летних Олимпийских игр 1900.

## Карьера
До Олимпийских игр 1900 у Гильденбранда были две крупные победы: в гонках Париж — Эвре в 1898 году и Париж — Руан в 1899 году. Он также занял третье место в гонке Париж — Руан в 1898 году.
На Играх принял участие в спринте и гонке на 25 км. Лучший его результат был в 25-километровом заезде, в котором он показал время 28:09,4 и занял второе место, пропустив вперёд французского гонщика Луи Бастьена. В спринте Гильдебранд дошёл только до четвертьфинала.
В том же 1900 году стал бронзовым призёром чемпионата мира в гонке за лидером.
В 1900 году всё ещё был гражданином Великобритании, хотя большую часть своей жизни прожил во Франции и был женат на француженке. На основании этого в 2024 году МОК перераспределил медали, присудив серебро Гильдебранда Франции, а не Великобритании.